# 이교선 (1905년)
이교선(李敎善, 1905년 4월 23일 - 1970년 2월 14일)은 경기도 안성군 출신의 정치인이다. 본관은 전주(全州), 호는 송암(松巖)이다.

## 약력
- 1923년 : 중동중학교 본과 (19기) 졸업
- 1927년 : 일본 도쿄 릿쿄대학(立敎大學) 경제학부 상학과 학사 학위
- 1928년 : 미국 뉴욕 사립 대학교 대학원 연구과 상학 전공 상학석사 과정 수료(1928년 ~ 1929년)
- 1937년 : 전주신흥고등학교 교사
- 1945년 : 경성사범학교, 경성법과전문학교 강사
- 1946년 : 미 군정장관 비서장
- 1946년 : 민정장관 보좌관
- 1949년 : 서울대학교 부총장 취임
- 1950년 : 대한민국 제2대 국회의원(안성군 - 무소속)
- 1952년 : 제4대 상공부 장관
- 1955년 : 제7대 중동고등학교 교장[1]
- 1960년 : 참의원 (경기 - 무소속)
- 1961년 : 5.16 쿠데타 이후 안성에서 농원을 경영하였다.
- 이 밖에 중동학원 이사장도 역임하였다.

## 역대 선거 결과
|  | 25.12% |

|  | 18.94% |

|  | 26.07% |

|  | 14.65% |

|  | 20.04% |

## 참고 자료
- 이교선 - 대한민국헌정회

| 전임 김훈 | 제4대 상공부 장관 1952년 3월 27일 - 1952년 11월 6일 | 후임 이재형 |